# Bodnár Sándor (rendező)
Bodnár Sándor (Hajdúböszörmény, 1926. február 1. – Budapest, 1987. november 14.) magyar rendező, dramaturg.

## Életpályája
Fiatal kora óta a színházművészet vonzásában élt, először mégis tanári diplomát szerzett magyar-történelem szakon, majd a debreceni Csokonai Színházhoz szerződött segédszínészként 1951-ben. A dramaturgia művészetével Gyárfás Miklós osztályában ismerkedett meg a Színház- és Filmművészeti Főiskola dramaturg szakán, ahol 1958-ban szerzett diplomát. Sokoldalúságát bizonyítja, hogy a Nemzeti Színház társulatához már segédrendezőként szerződött. Többek között Apáthi Imre, Ádám Ottó, Gellért Endre, Major Tamás, Marton Endre és Várkonyi Zoltán munkáját segítette, majd 1970-ben maga is rendezővé avanzsált.
A második világháború utáni évtizedekben a Nemzeti Színház privilégiuma volt, hogy a Színház- és Filmművészeti Főiskola növendékei csak a Nemzeti Színház produkcióiban szerezhették gyakorlati tapasztalataikat. Mikor ezt a kiváltságot 1966-ban megszüntették, és a teátrum minőségi segédszínész-állomány nélkül maradt, Bodnár Sándor kezdeményezésére megalakult a Nemzeti Színház stúdiója, ahol aztán a Tanár Úr haláláig oktatott
Munkáját olyan zseniális tanárok segítették, mint Simon Zoltán , Tatár Eszter és Szigeti Károly (zenés mesterség), Pós Sándor (színészmesterség), Montágh Imre (beszédtechnika), Pintér Tamás (akrobatika), a színészek közül pedig Gáti József, Ronyecz Mária, Molnár Piroska, Pregitzer Fruzsina.

## Rendezései
A Színházi adattárban regisztrált bemutatóinak száma: 9.
| Szerző | Darab címe                  | Bemutató éve | S z í n h á z                                                            |
| --- | --------------------------- | ------------ | ------------------------------------------------------------------------ |
| Shakespeare | Macbeth                     | 1963.        | Nemzeti Színház - Major Tamás munkatársa                                 |
| Németh László | II. József                  | 1964.        | Nemzeti Színház                                                          |
| Németh László | Széchenyi                   | 1964.        | Nemzeti Színház - Katona József Színház                                  |
| Tennessee Williams | Az ifjúság édes madara      | 1965.        | Nemzeti Színház - Katona József Színház - Marton Endre munkatársa        |
| Illyés Gyula | Fáklyaláng                  | 1968.        | Nemzeti Színház - Katona József Színház - Gellért Endre rendezése nyomán |
| Shakespeare | Athéni Timon                | 1969.        | Nemzeti Színház - Major Tamás munkatársa                                 |
| Fernando Araball | Piknik a csatatéren         | 1971.        | Egyetemi Színpad, Universitas Együttes                                   |
| Günther Grass | Még tíz perc Buffalóig      | 1971.        | Egyetemi Színpad, Universitas Együttes                                   |
| Mezey Katalin | Hely és idő                 | 1971.        | Egyetemi Színpad, Universitas Együttes                                   |
| Bokor Levente-Győry László-Kiss Anna-Kiss Benedek-Kodolányi Gyula-Kovács István-Mezey Katalin-Molnár Imre-Oláh János-Rózsa Endre-Wassy József-Voigt Vilmos | Lakoma                      | 1971.        | Egyetemi Színpad, Universitas Együttes                                   |
| Németh László | Erzsébet-nap                | 1978.        | Nemzeti Színház - Fővárosi Művelődési Ház                                |
| Károlyi Gáspár | Vizsolyi Biblia             | 1982.        | Nemzeti Színház - Katona József Színház                                  |
| Hubay Miklós | Freud, az álomfejtő álma    | 1984.        | Nemzeti Színház - Sík Ferenc munkatársa                                  |
| Makszim Gorkij | Jegor Bulicsov és a többiek | 1985.        | Nemzeti Színház - Ruszt József munkatársa                                |
| Sütő András | Advent a Hargitán           | 1986.        | Nemzeti Színház - Sík Ferenc munkatársa                                  |
| Madách Imre | Mózes                       | 1986.        | Nemzeti Színház - Marton Endre rendezése nyomán                          |